# 馬賴拉索山 (阿帕塔區)
11°41′37″S 75°14′20″W / 11.69361°S 75.23889°W
馬賴拉索山（Marayrazo），是秘魯的山峰，位於該國中部胡寧大區，由豪哈省的阿帕塔區負責管轄，屬於安地斯山脈的一部分，海拔高度4,800米。